# سباق طواف فرنسا 2009
سباق طواف فرنسا 2009 (بالإنجليزية: 2009 Tour de France)‏ هو سباق دراجات هوائية أقيم بتاريخ 4–26 يوليو، تكون السباق من 21 مرحلة وامتدّ لمسافة 3459. 5 كم بسرعة 40.31 كم/س، استغرق السباق 85 ساعة 48 دقيقة 35 ثانية. فاز به الإسباني ألبيرتو كونتادور وحلّ ثانيا أندي شليك بينما حصل على المركز الثالث البريطاني برادلي ويغينز.

## الترتيب
| م                     | الدرّاج           | البلد           | الزمن                     |
| --------------------- | ---------------- | --------------- | ------------------------- |
| الفائز بالترتيب العام | ألبيرتو كونتادور | إسبانيا         | 85 ساعة 48 دقيقة 35 ثانية |
| الثاني                | أندي شليك        | لوكسمبورغ       |                           |
| الثالث                | برادلي ويغينز    | المملكة المتحدة |                           |
| حسب النقاط            | تور هوسهوفد      | النرويج         | -                         |
| أفضل شاب              | أندي شليك        | لوكسمبورغ       | -                         |